# Веселіє
Весе́ліє (болг. Веселие) — село в Бургаській області Болгарії. Входить до складу громади Приморсько.

## Населення
За даними перепису населення 2011 року у селі проживали 550 осіб.
Національний склад населення села:
| Національність   | Кількість осіб | Відсоток |
| ---------------- | -------------- | -------- |
| болгари          | 485            | 88,7%    |
| турки            | 39             | 7,1%     |
| цигани           | 9              | 1,6%     |
| інша             | 8              | 1,5%     |
| не визначились   | 6              | 1,1%     |
| Всього відповіли | 547            |          |

Розподіл населення за віком у 2011 році:
Динаміка населення: